# 摆所河
摆所河，位于中国贵州省黔南布依族苗族自治州长顺县境内，是濛江中游格凸河段左岸支流，发源于长顺县广顺镇格浪，向南流经猛坑水库（杜鹃湖）、摆所镇、营盘乡和鼓扬镇，之后伏流两段共3.7千米，于交麻乡坝屋注入格凸河。河长84千米，平均比降4.93‰，流域面积470平方千米。摆所河干流下游营盘镇至河口20多千米河段为季节性河流，汛期过洪水，中枯水期河水潜入地下成干河。